# Бурдур (озеро)
Бурдур — солёное озеро, расположенное в Юго-Западной части полуострова Малая Азия, находится полностью в пределах Турции. Озеро имеет площадь 250 км². Средняя глубина — от 50 до 110 м. Расположено на высоте 845 м над уровнем моря.

## География
Озеро Будур имеет тектоническое происхождение и является шестым по размерам озером в Турции. Площадь водосборного бассейна составляет 3264 км². Длина озера 34 км, ширина — 9 км. Солёность составляет 24 ‰.

## Экология
Около половины озера 1994 году является водно-болотным угодием мирового значения, включённым в список Рамсарской конвенции. Эндемиками озера являются два вида рыб Aphanius anatoliaesureyanus и Pseudophoxinus burduricus. Озеро является местом сосредоточения от 50 до 70 % популяции утки савки в зимний период.